# Мардан
Марда́н (пушту مردان‎) — город в пакистанской провинции Хайбер-Пахтунхва, административный центр одноимённого округа.

## География
Центр города располагается на высоте 284 м над уровнем моря.

## Сельское хозяйство и промышленность
Мардан, в основном, сельскохозяйственный город. Основными культурами являются: пшеница, сахарный тростник, табак, кукуруза, рис, рапс, горчица и прочие. Среди выращиваемых плодовых культур: апельсины, сливы, персики, абрикосы, груши, манго.
Основные источники орошения почвы — каналы. Верхний канал Сват орошает округ Мардан. Хотя население по-прежнему в значительной степени бедное и необразованное, в последние годы наблюдается значительное улучшение в сфере образования, здравоохранения и инфраструктуры. Производство также выросло за эти годы. В Мардане имеется финансовый сектор, в центре города имеется много национальных и иностранных банков.
В Мардане есть сахарный завод «The Premier Sugar Mill» (один из крупнейших в Азии). Также здесь расположен завод по производству локомотивов. Малые предприятия занимаются производством: плитки, мыла, мрамора, кирпича и прочего.

## Климат
Летом очень жарко. Резкий рост температуры происходит с мая по июль, в ночное время часто бывают пыльные бури. Температура достигает своего максимума в июне, 41,5° C. Быстрое падение температуры происходит в октябре. Самые холодные месяцы январь. Средняя минимальная температура, зарегистрированная в январе, 2,1° C.
Большинство осадков выпадает в июле, августе, декабре и январе. Максимальное количество осадков за август — 125,85 мм. Бывают грозы и град. Относительная влажность остаётся довольно высокой на протяжении всего года. Максимальный уровень влажности был зафиксирован в декабре и составил 73,33 %.

## Население
| 1961   | 1972    | 1981    | 1998    | 2012    |
| ------ | ------- | ------- | ------- | ------- |
| 77 932 | 115 194 | 147 977 | 245 926 | 326 132 |